# یولاندی ویسر
آنری دو تویت (به انگلیسی: Anri du Toit) (متولد ۱ دسامبر ۱۹۸۴)، که با نام یولاندی ویسر رپر، خواننده، ترانه‌سرا، بازیگر و کارگردان ویدیو در آفریقای جنوبی است. او خواننده زن گروه دای انتورد. او همچنین نقش‌های بازیگری زیادی داشته‌است، از جمله بازی در فیلم چپی.

## زندگی شخصی

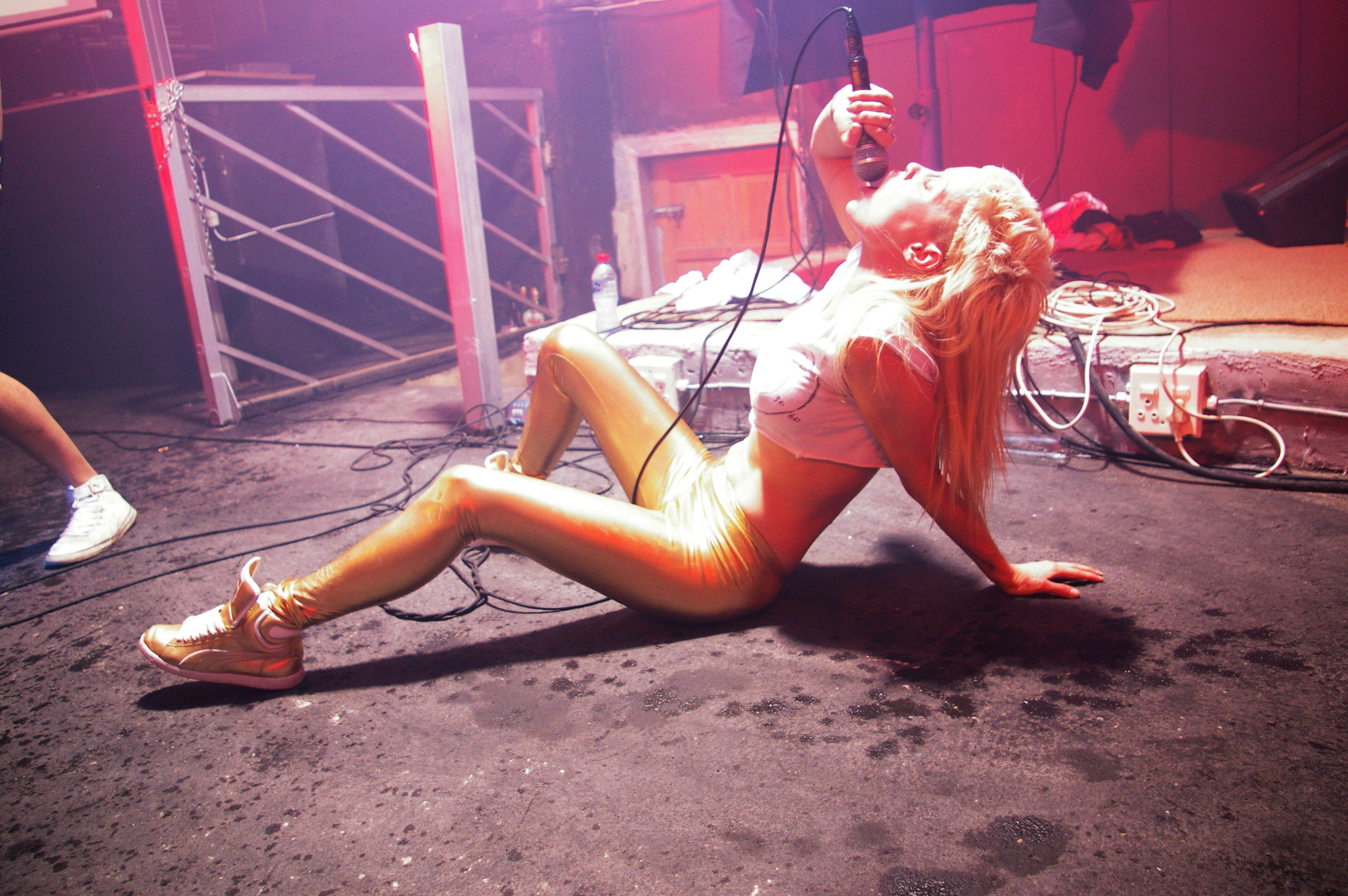
تصوير ويسر در حال اجرا

او در بندر آلفرد، آفریقای جنوبی متولد شد، توسط یک وزیر مسیحی محلی و همسرش برای تصویب قرار گرفت. دو تویت همچنین یک برادر بزرگتر فرزندخوانده دارد. دو تویت در مدرسه کاتولیک از ۵ تا ۱۶ سالگی شرکت کرد و پس از آن در آکادمی لیدی گری گرافیک پذیرفته شد.  او یک دختر دارد که در سال ۲۰۰۶ از رابطه قبلی با واتکین تودور جونز، همگروه خود در دای انتورد متولد شد و همچنین سه فرزند خوانده به نام های توکی (Tokkie) و مایسی (Meisie)  در 2010  و یک پسر به نام جمیل ( Jemile ) که در سال 2015 به فرزخواندگی گرفته است . 

## تلویزیون و فیلم
- پیک نیک خانوادگی (۱۹۹۸)
- Spook Asem (2004)
- Tokoloshe (2011)
- امشیمی وام (۲۰۱۱)
- چپی (2015)[۶]